# Claes Lagergren
Claes Eric Philip Frans Joseph Leo Lagergren, född 20 oktober 1853 på Hammars gård i Askers socken, död 13 februari 1930, Palazzo Brancaccio i Rom, var en svensk påvlig markis, påvlig kabinettskammarherre och godsägare.

## Liv och verk

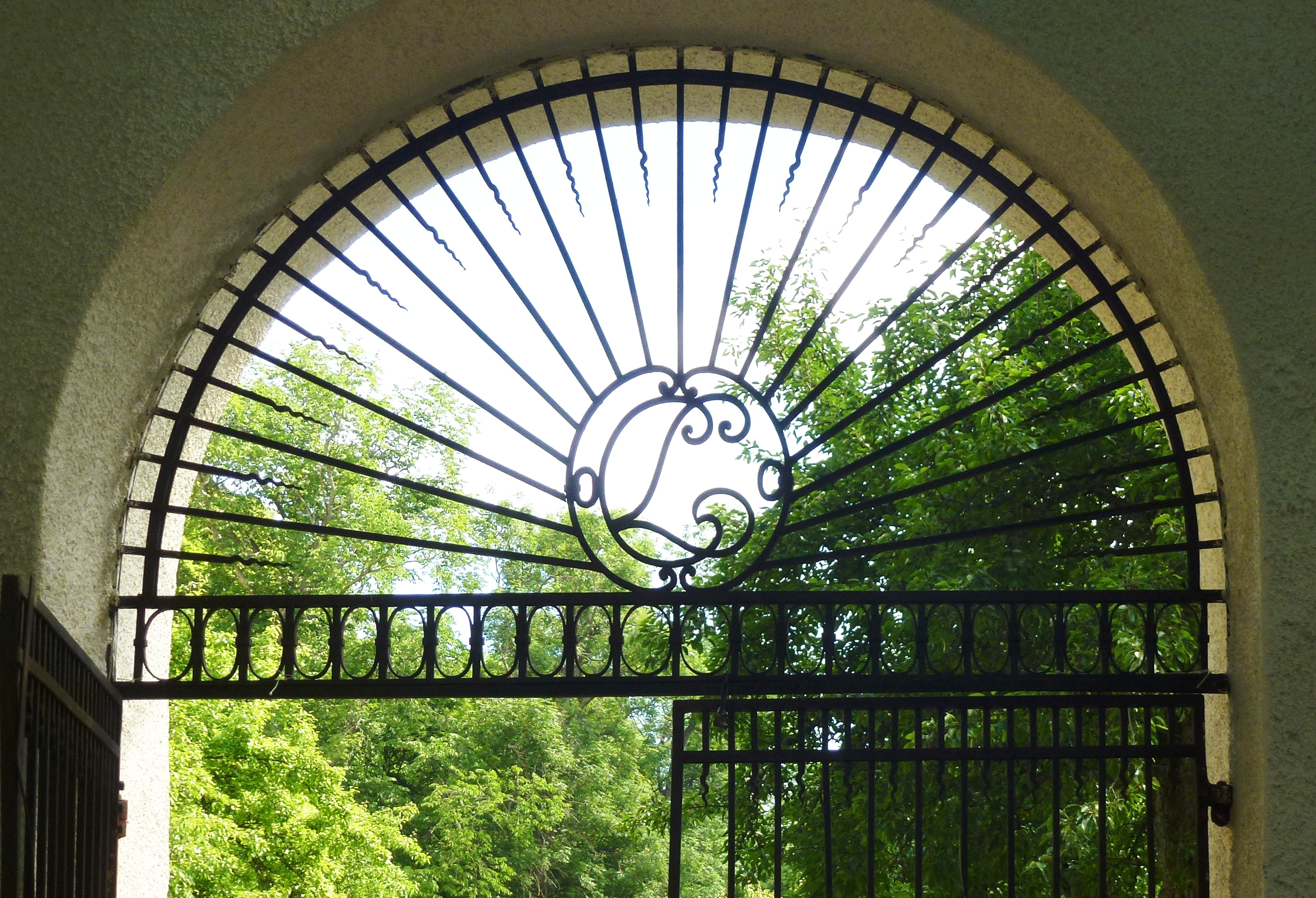
Lagergrens initialer på Tyresö slott.

Claes Lagergren var son till bruksinspektoren Gustaf Lagergren. På fädernet härstammade han från en östgötsk klockarsläkt och växte upp på en gård i Närke. Han genomgick Schartaus handelsinstitut och begav sig 1875 till Frankrike, där han började som kontorist vid en sidenfirma i Paris. År 1876 blev han svensk korrespondent för vinfirman Guillaume i Bordeaux. Samtidigt företog han resor till Italien och Spanien. Lagergren var mycket intresserad av teater och furstlig genealogi, skaffade sig umgänge inom högadliga katolska kretsar och lyckades få audiens hos påven Pius IX. Den 1 mars 1880 konverterade han till katolska kyrkan. År 1884 gjorde påven Leo XIII honom till tjänstgörande kabinettskammarherre. Han tjänstgjorde senare även under påvarna Pius X, Benedikt XV och Pius XI. År 1889 tilldelade påven Leo XIII Lagergren värdigheten och titeln markis (markgreve) i ärftlig utvidgad primogenitur.   
Lagergren har i niobandverket Mitt livs minnen från 1920-talet skildrat sin konversion och sitt liv fram till 35-årsåldern, alltså perioden 1853 till 1887. Memoarerna bygger på dagboksanteckningar, vilka för den följande perioden utgivits i urval och som i original finns i hans samling på Riksarkivet i Stockholm.  
I sina dagboksanteckningar och memoarer ägnar Lagergren stort utrymme åt beskrivningen av det romersk-katolska gudstjänstlivet och storslagna liturgiska evenemang av olika slag. Fram till liturgireformen på 1970-talet hade den katolska liturgin en mycket högtidlig och ceremoniell prägel. Detta var särskilt påtagligt i Rom, där ceremonierna vid de stora påvliga gudstjänsterna formades till manifestationer av den katolska kyrkans hierarkiska ordning och religiösa anspråk på att vara den enda sanna kyrkan. Lagergren hade dock en stark känsla för den folkliga fromheten och han lärde sig tidigt uppskatta det enkla folkets religiösa seder och bruk. 
Lagergren byggde upp ett omfattande internationellt kontaktnät, vilket avspeglas i hans brevsamling. Den omfattar mer än 1 600 brevskrivare, och här återfinns allt från kuriekardinaler, biskopar och kungligheter till namnkunniga representanter för den europeiska kultureliten.  
Han knöt nära relationer till  det svenska kungahuset, särskilt till Oscar II, och han stod till tjänst när företrädare för kungahuset besökte Rom. År 1892 köpte han godset Tyresö, som omfattade nästan hela den nuvarande kommunens yta. Tyresö slott blev familjens privatbostad. De anlitade arkitekten Isak Gustaf Clason för att bygga om slottet med en nyskapad 1600-talsprägel i nationalromantisk anda. Delar av godset blev området Brevik med sommarvillor för välbärgade stockholmare. I enlighet med hans testamente donerades slottet med omgivningar till Nordiska museet, medan övriga delar styckades av och bebyggdes. Donationen övergick slutligen till museet 1932.
Claes Lagergren avled i Rom den 13 februari 1930 och ligger begraven på Campo Santo Teutonico, den germanska (tyska) kyrkogården strax invid Peterskyrkan.

## Privatliv

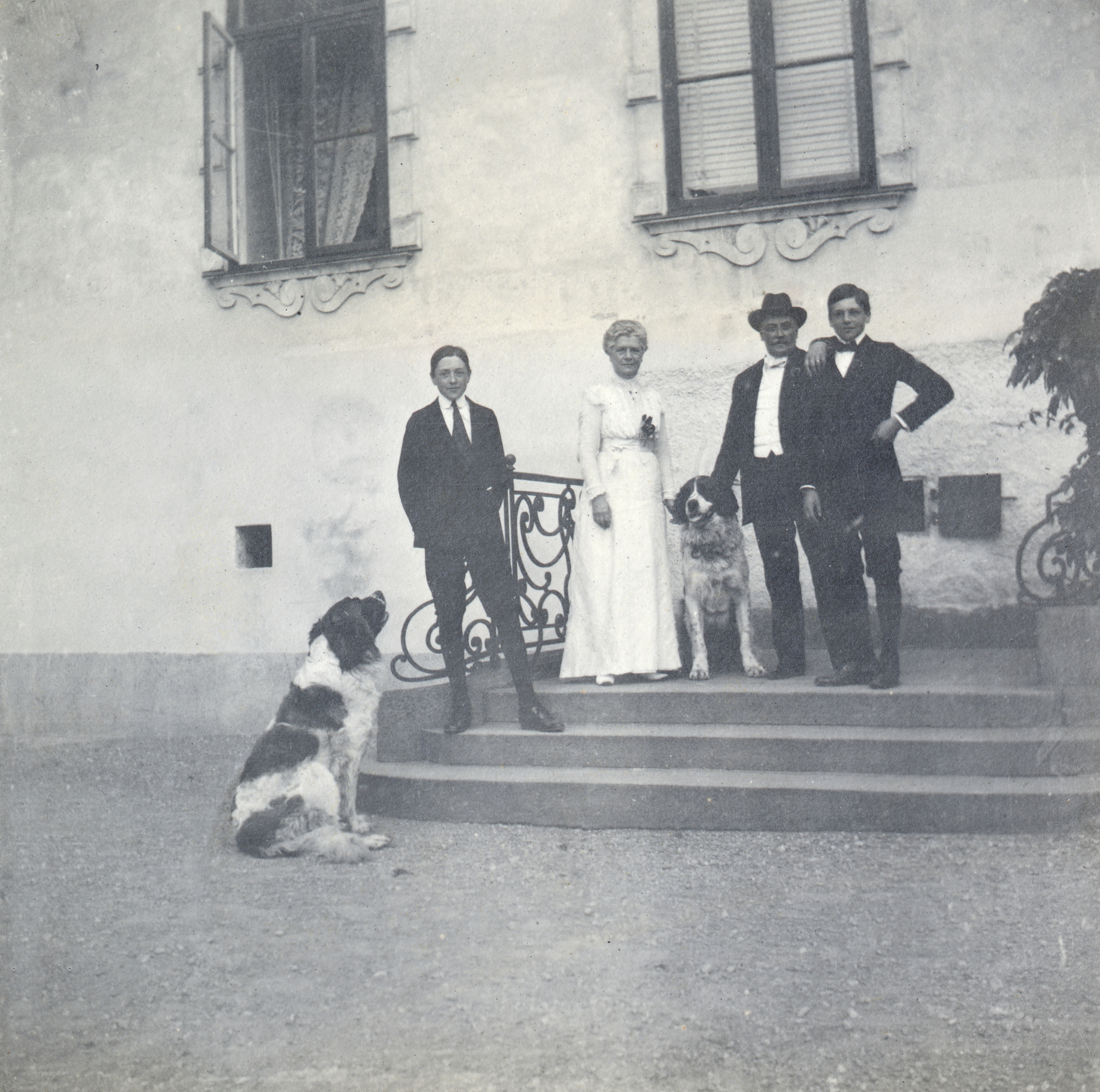
Caroline och Claes Lagergren med de två yngre sönerna Carl och Johan på Tyresö slotts trappa, 1914.

Claes Lagergren gifte sig med Caroline Alice Maria Beatrice Claudia Russell (1854–1919) den 6 maj 1891 i Rom. Hon var dotter till en förmögen affärsman i New York. Paret fick tre söner: Claes Leo Lagergren (1892–1961), markis, påvlig kabinettskammarherre, Johan Lagergren (1898–1975), greve, påvlig kabinettskammarherre, och Carl Lagergren (1899–1931), greve, löjtnant. Den 10 juli 22 ingick Lagergren ett nytt giftermål med Mary Ogden, född 1856 i New York.

## Dekorationer
Bland de dekorationer som Claes Lagergren erhöll kan nämnas:
- Kommendör av första klassen Vasaorden
- Kommendör av Dannebrogorden
- Kommendör med storkors av Påvliga S:t Gregorius den stores orden
- Riddare av Påvliga Piusorden
- Påvliga hederskorset Pro Ecclesia et Pontifice
- Riddare av Påvliga Heliga gravens orden